# Skyrunning
Skyrunning jako extrémní sport v přírodě je definován jako horský běh, kde se překonává nadmořská výška minimálně 2000 m, stoupání dosahuje alespoň 30 % a náročnost nepřesahuje II. stupeň horolezecké klasifikace obtížnosti.
V současné době toto sportovní odvětví zastřešuje světová asociace International Skyrunning Federation, která pořádá každoročně Skyrunner World Series. V ČR se tomuto odvětví věnuje Česká skyrunningová asociace, která pro organizuje Skyrunner Czech Series.